# José M. Gutiérrez de la Parra
José Manuel Gutiérrez de la Parra fue un minero y político peruano. Nacido en Galicia, España, se instaló en la ciudad de Cerro de Pasco al llegar al Perú. Participó aportando económicamente, junto con otros residentes de esa ciudad, a la conformación de tropas con soldados independentistas.
Fue diputado suplente de la República del Perú por la provincia de Pasco en 1829, 1831 y titular en 1832 durante el primer gobierno del Mariscal Agustín Gamarra.  